# Грб Чукарице
На грбу су представљени река Сава, брдовити терен (који одликује општину) и снопови пшенице (који симболизују пољопривреду). Облик руба штита симболизује индустрију.

### Књиге и научни чланци
- Ацовић, Драгомир М. (2000). Грбови града Београда. Београд: Српска књижевна задруга.
- Ацовић, Драгомир М. (2008). Хералдика и Срби. Београд: Завод за уџбенике.  152135692

### Правна регулатива
- „Статут градске општине Чукарица (пречишћен текст)” (PDF). Службени лист града Београда 61/14. 10. 7. 2014. стр. 3—12.
- „Одлука о употреби имена, грба и заставе градске општине Чукарица” (PDF). Службени лист града Београда 110/16. 28. 11. 2016. стр. 1—8.